# Chile na Letnich Igrzyskach Olimpijskich 1896
Chile na Letnich Igrzyskach Olimpijskich 1896 w Atenach miało być reprezentowane przez biegacza Luisa Subercaseauxa w biegach na 100, 400 i 800 metrów. Nie ma jednak pewności, że zawodnik ten wystartował, ponieważ przy jego nazwisku nie widnieje żaden wynik.

## Wyniki
| Dyscyplina | Miejsce | Zawodnik          |
| ---------- | ------- | ----------------- |
| 100 m      | ?       | Luis Subercaseaux |
| 400 m      | ?       | Luis Subercaseaux |
| 800 m      | ?       | Luis Subercaseaux |